# Sdružení obcí Jevišovka
Sdružení obcí Jevišovka je zájmové sdružení obcí v okresu Znojmo, jeho sídlem jsou Prosiměřice a jeho cílem je regionální rozvoj obecně. Sdružuje celkem 9 obcí a byl založen v roce 2000.

## Obce sdružené v mikroregionu
- Bantice
- Kyjovice
- Lechovice
- Oleksovice
- Práče
- Prosiměřice
- Stošíkovice na Louce
- Těšetice
- Vítonice